# Ermida de Nossa Senhora da Conceição (Tomar)

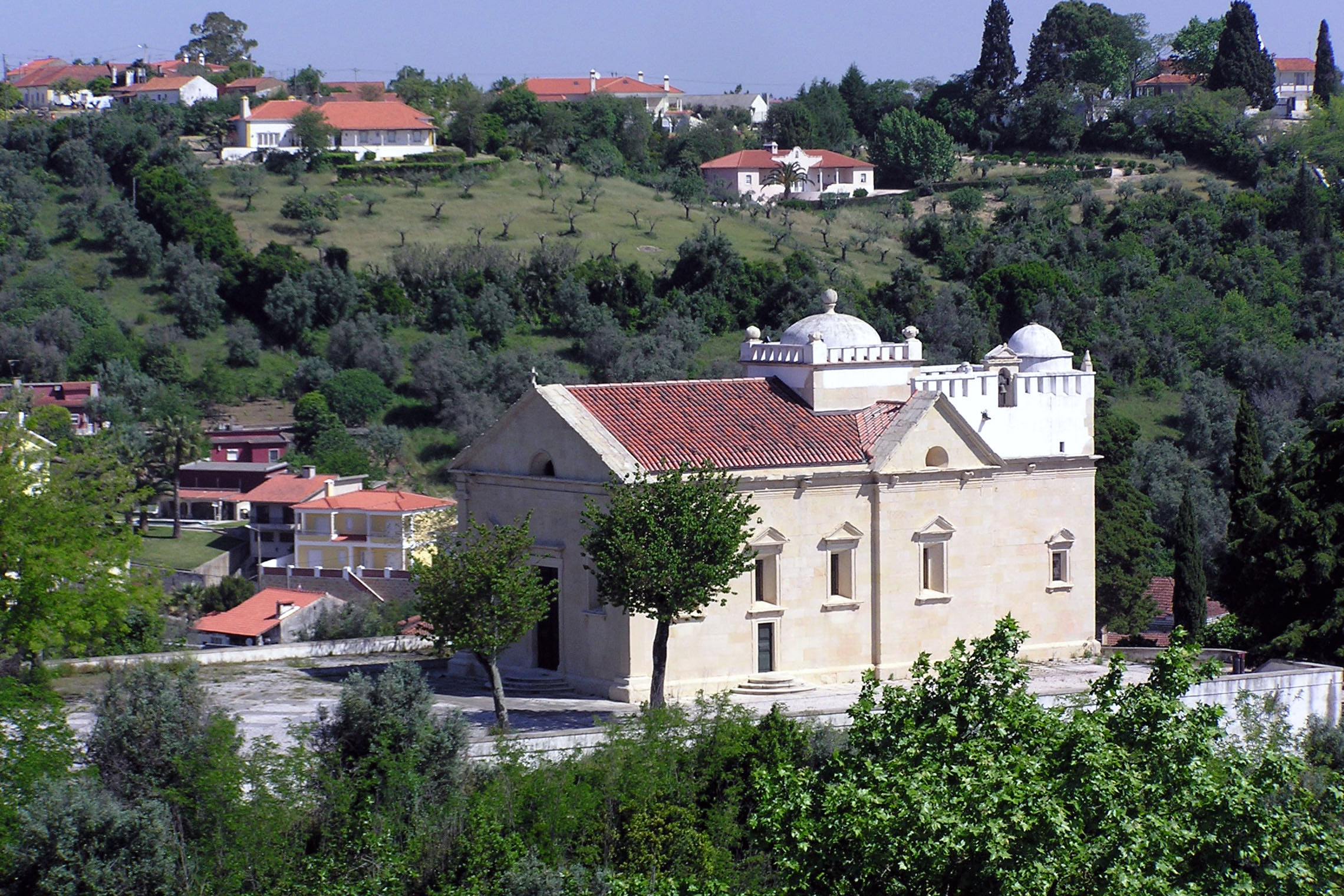
Vista geral da ermida e da paisagem envolvente.

A Ermida de Nossa Senhora da Conceição situa-se em Tomar, na freguesia de Tomar (São João Baptista) e Santa Maria dos Olivais, no cimo de uma pequena elevação próxima do morro do Castelo e do Convento de Cristo.
Este templo, um dos mais puros exemplares do estilo renascença em Portugal, foi edificado para servir de panteão régio a D. João III, facto que não se veio a verificar. 
A Ermida de Nossa Senhora da Conceição está classificada como Monumento Nacional desde 1910.

## História
A construção da ermida iniciou-se cerca de 1541, na vigência do priorado de Frei António de Lisboa (a Ordem de Cristo encontrava-se então sediada em Tomar, no Convento de Cristo, na proximidade do local onde a ermida foi edificada). A direcção dos trabalhos foi entregue a João de Castilho, um dos mais importantes mestres da arquitectura quinhentista portuguesa, tendo esta sido uma das suas últimas obras. De facto, Castilho morreria em 1553, sendo então sucedido por Diogo de Torralva, que dirigiria os trabalhos até à sua conclusão, cerca de 1573, já no priorado de Frei Basílio.
O resultado foi uma obra no mais puro estilo renascença, perfeitamente inovadora no panorama arquitectónico português de então. A este facto não terão sido alheios um conhecimento da linguagem clássica e uma actualização teórica por parte de Castilho, que se distinguiu em obras marcantes do manuelino, como o Mosteiro dos Jerónimos e o Convento de Cristo, mas que sempre soube acompanhar a evolução da arquitectura europeia.
A escolha do templo para panteão real de D. João III revela a influência de uma concepção funerária clássica, que destina o lugar do monarca a uma acrópole situada entre a Cidade dos Homens (a vila de Tomar, que a ermida dominava do alto da sua colina) e a Cidade de Deus (o Convento de Cristo). Em 1557, a morte inesperada do rei, sem testamento, não permitiu a sua inumação neste templo, tendo ficado sepultado no Mosteiro dos Jerónimos, em Lisboa.

## Arquitectura e Arte

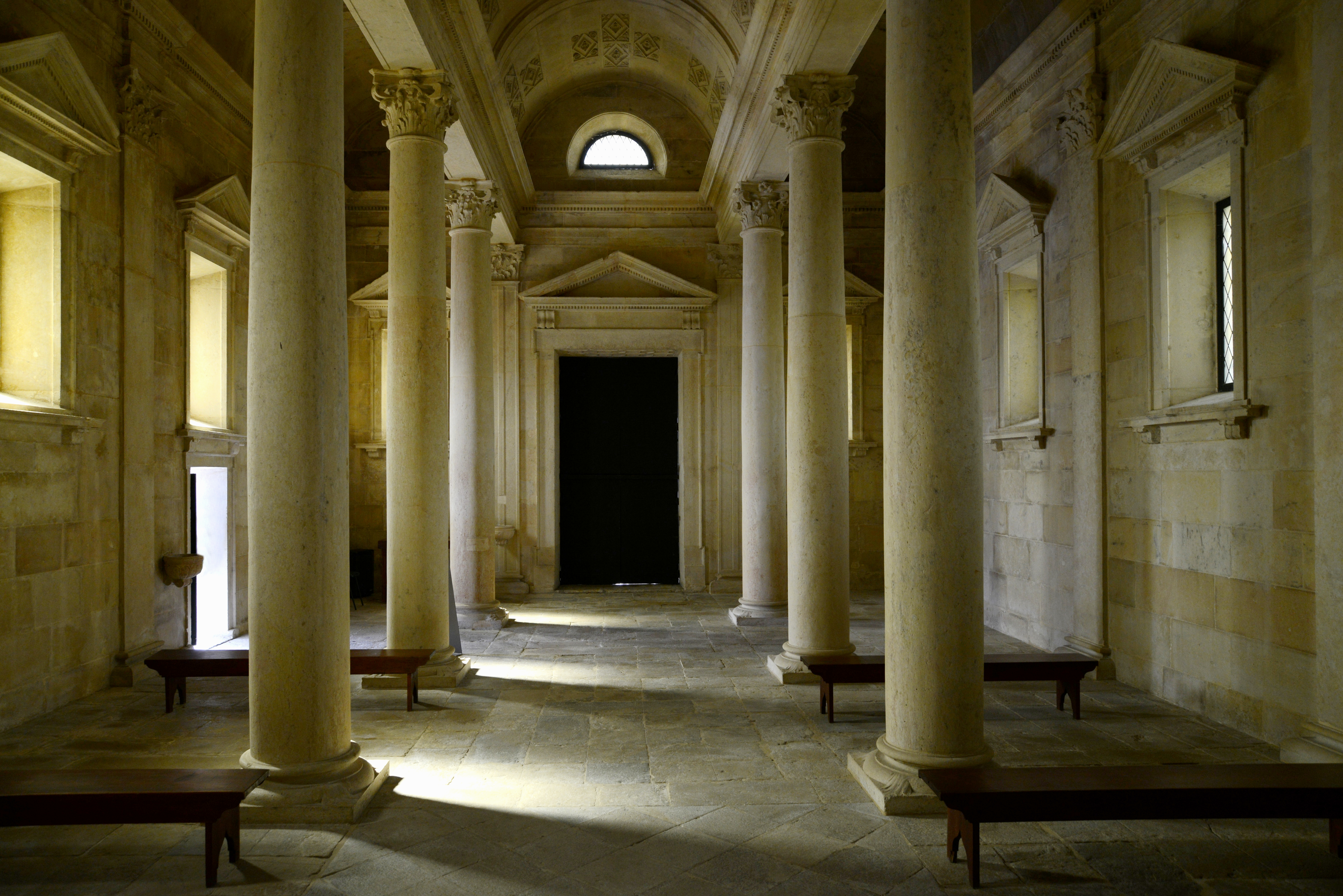
Vista geral do interior.

Este pequeno templo apresenta uma notória influência da arquitectura classicista italiana, embora apresente também alguns elementos marcadamente nacionais, como as janelas perspectivadas e a concepção comprimida do espaço interior. A ermida possui uma planta composta, com tipologia de basílica clássica, constituída por um rectângulo perfeito, dentro do qual se insere uma cruz latina. O transepto, coroado por uma cúpula, salienta-se ligeiramente do corpo da igreja, enquanto que a capela-mor é rematada por eirado e guarita cilíndrica. A fachada do edifício, rematada lateralmente por pilastras jónicas, tem ao centro um portal recto sem decoração, encimado por uma luneta e ladeado por janelas rectangulares perspectivadas, assentes em mísulas decoradas com volutas. Estas janelas são rematadas por frontões triangulares semelhantes àquele que coroa a fachada. O transepto é assinalado exteriormente, nos alçados norte e sul, por frontões triangulares. Ao longo das suas fachadas, as janelas rectangulares, iguais às da fachada principal, marcam os tramos interiores. Ao centro do alçado lateral sul, rasga-se uma porta.
O interior encontra-se dividido em três naves, definidas por colunatas coríntias, com três tramos separados por arcos torais. Sobre o entablamento das colunas, assenta a abóbada de berço decorada por motivos geométricos e florões. Os braços do transepto possuem extensões laterais que criam um espaço semelhante às naves da igreja. Os arcos abertos em cada topo poderão ter sido edificados para albergar as sepulturas de D. João III e de D. Catarina, sua mulher. O transepto é também coberto por uma abóbada decorada com motivos geométricos e florões, cujos cantos assentam em quatro mascarões grotescos – Os Demónios, personificação dos rios do Hades, que chorando, como os dois do lado da nave, ou com um ar de indignação e espanto, como os dois encostados ao arco triunfal, exprimem a tristeza e horror do mundo subterrâneo ante a morte do Rei. A decoração dos capitéis inseridos na zona do transepto e da capela-mor contém um conjunto de símbolos de sentido funerário, como as caveiras que remetem para a morte, ou a fénix, símbolo da ressurreição. A capela-mor é em nicho semi-cilíndrico, rematado por uma concha em quarto de esfera, antecedida por um tramo abobadado, para o qual abrem duas capelas laterais.